# Phtheochroa nigrosparsana
Phtheochroa nigrosparsana är en fjärilsart som beskrevs av Pierre Chrétien 1922. Phtheochroa nigrosparsana ingår i släktet Phtheochroa och familjen vecklare. Inga underarter finns listade i Catalogue of Life.